# Бразильсько-ямайські відносини

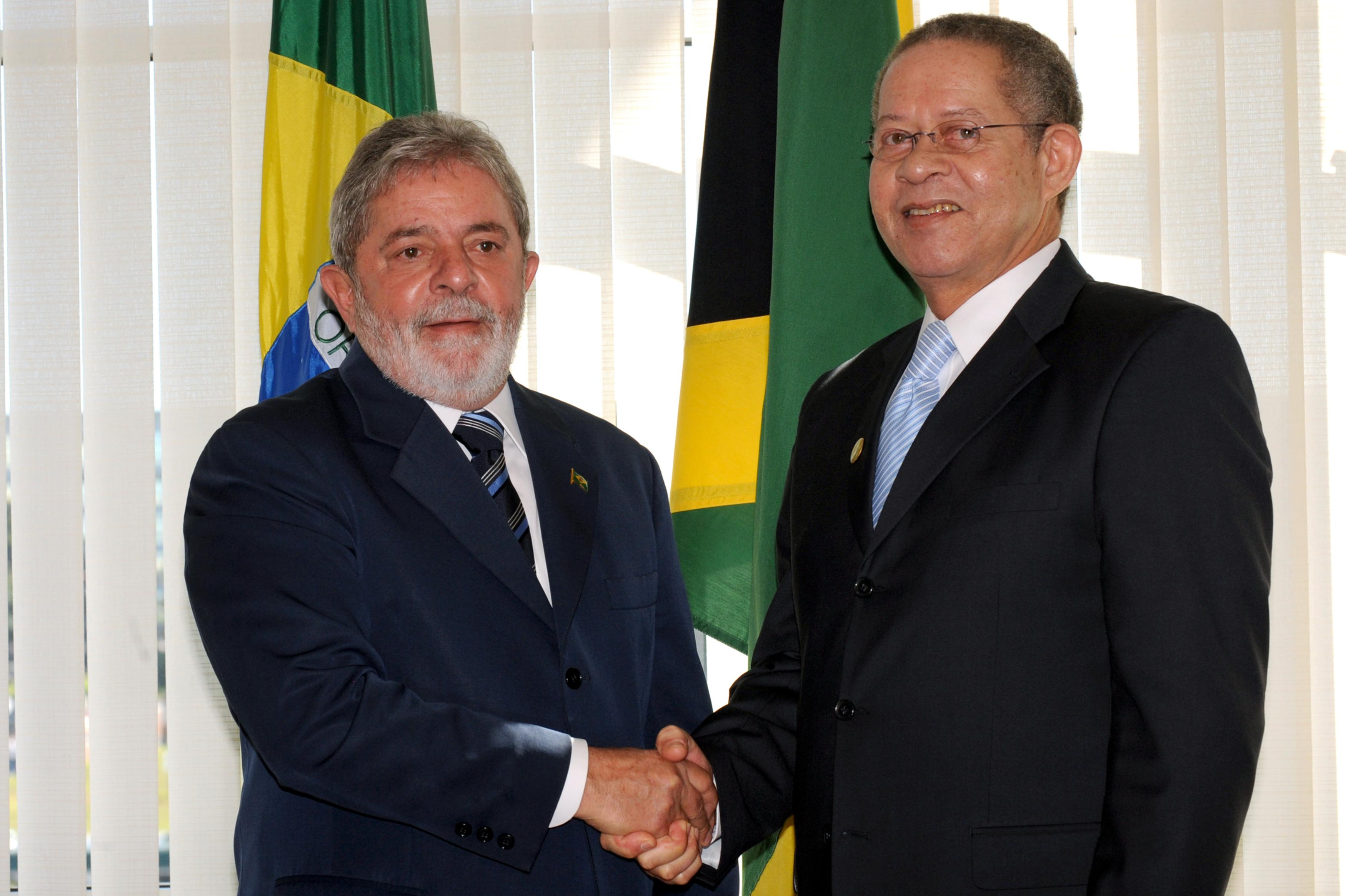
Президент Бразилії Луїз Інасіо Лула да Сілва та прем'єр-міністр Ямайки Брюс Голдінг у 2010

Бразильсько-ямайські відносини – двосторонні дипломатичні відносини між Бразилією та Ямайкою.

## Історія
У 2008 Олександра Рубена Міліто призначено послом Бразилії в Ямайці.
У 2012 уряд Ямайки відкрив дипломатичну місію в Бразиліа, тим самим зробив свій внесок у зміцнення відносин між двома країнами. Нині інтереси Ямайки у Бразилії представляє повірений у справах, який очолює дипломатичну місію.
Ямайка зацікавлена у розробці стратегії із залучення інвестицій з Бразилії, а також щодо розширення можливостей експорту для ямайських продуктів на бразильський ринок.
Ямайка та Бразилія підтримують дружні стосунки протягом багатьох років, співпрацюють також у таких галузях, як: енергетика, туризм та сільське господарство.